# ۴۳۲ خیابان پارک
۴۳۲ خیابان پارک آسمان‌خراش ۸۸ طبقه به ارتفاع ۴۲۵ متر و مساحت زیربنای ۴۱۲٬۶۳۷ فوت مربع (۳۸٬۳۳۵ متر مربع)، با کاربری مسکونی-تجاری است، که در منهتن، نیویورک، ایالات متحده آمریکا قرار دارد. پروژه ساخت این ساختمان در سپتامبر ۲۰۱۱ آغاز شد و در پائیز ۲۰۱۵ تکمیل و افتتاح شد.

## نگارخانه

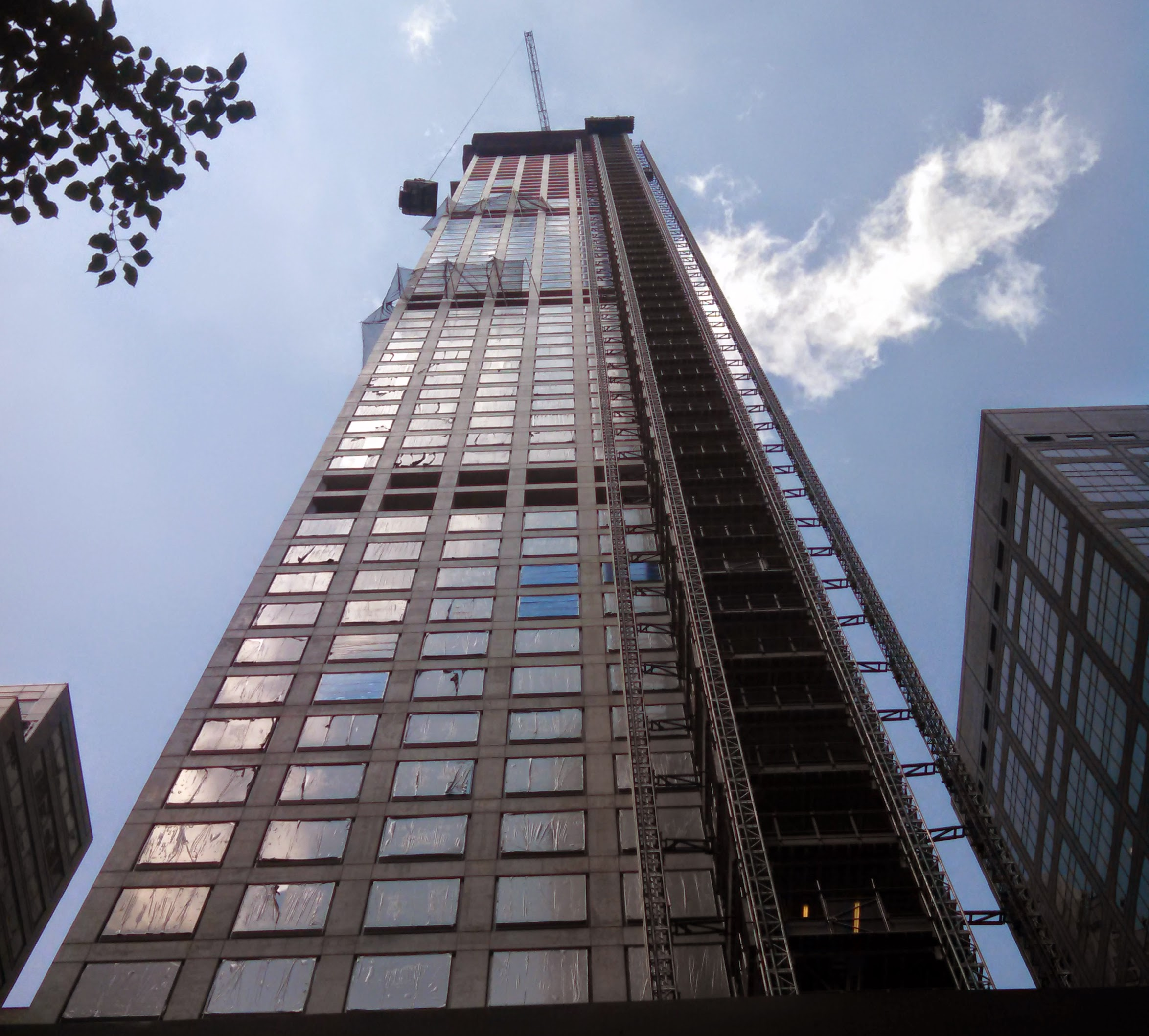
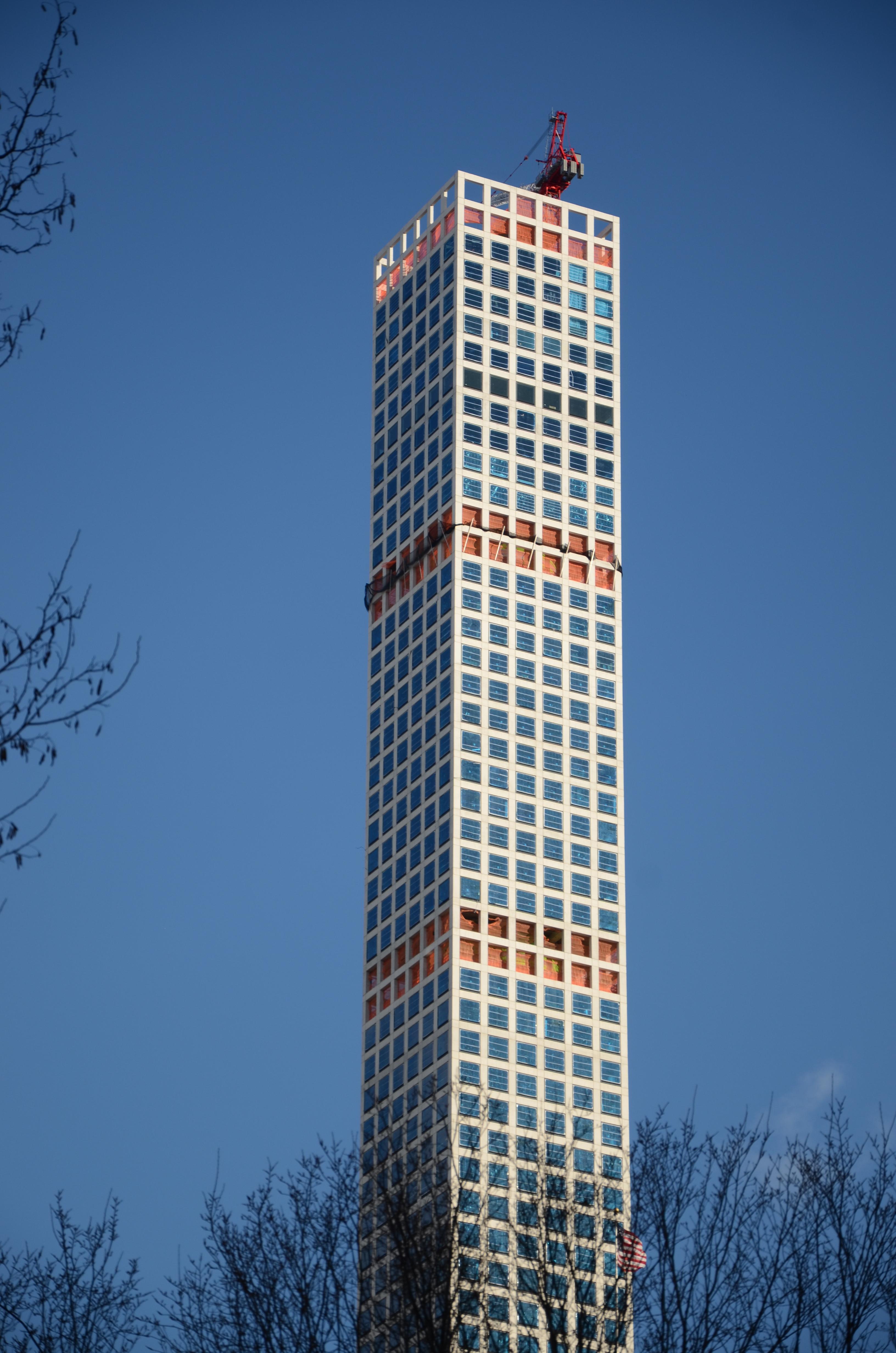
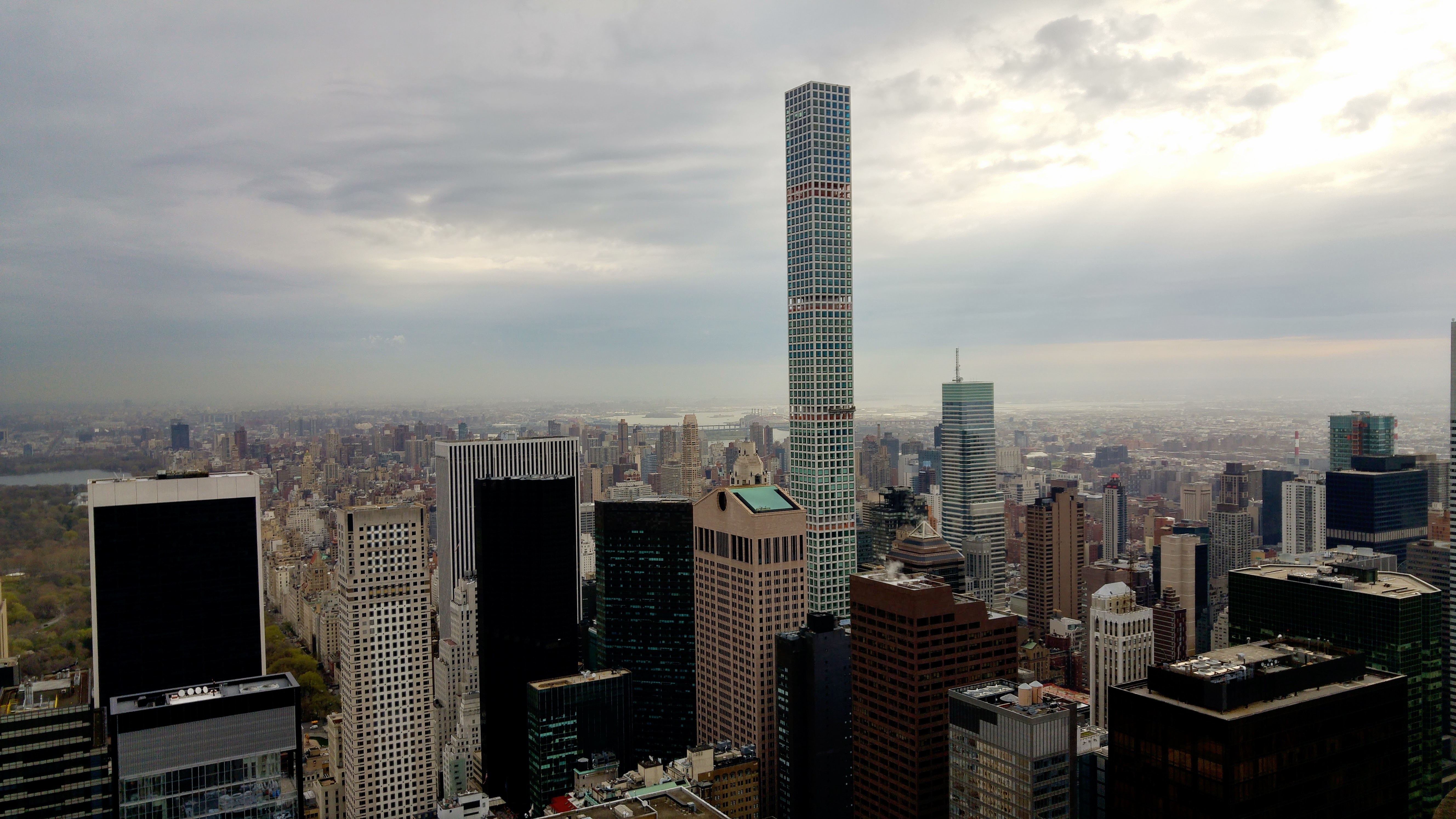
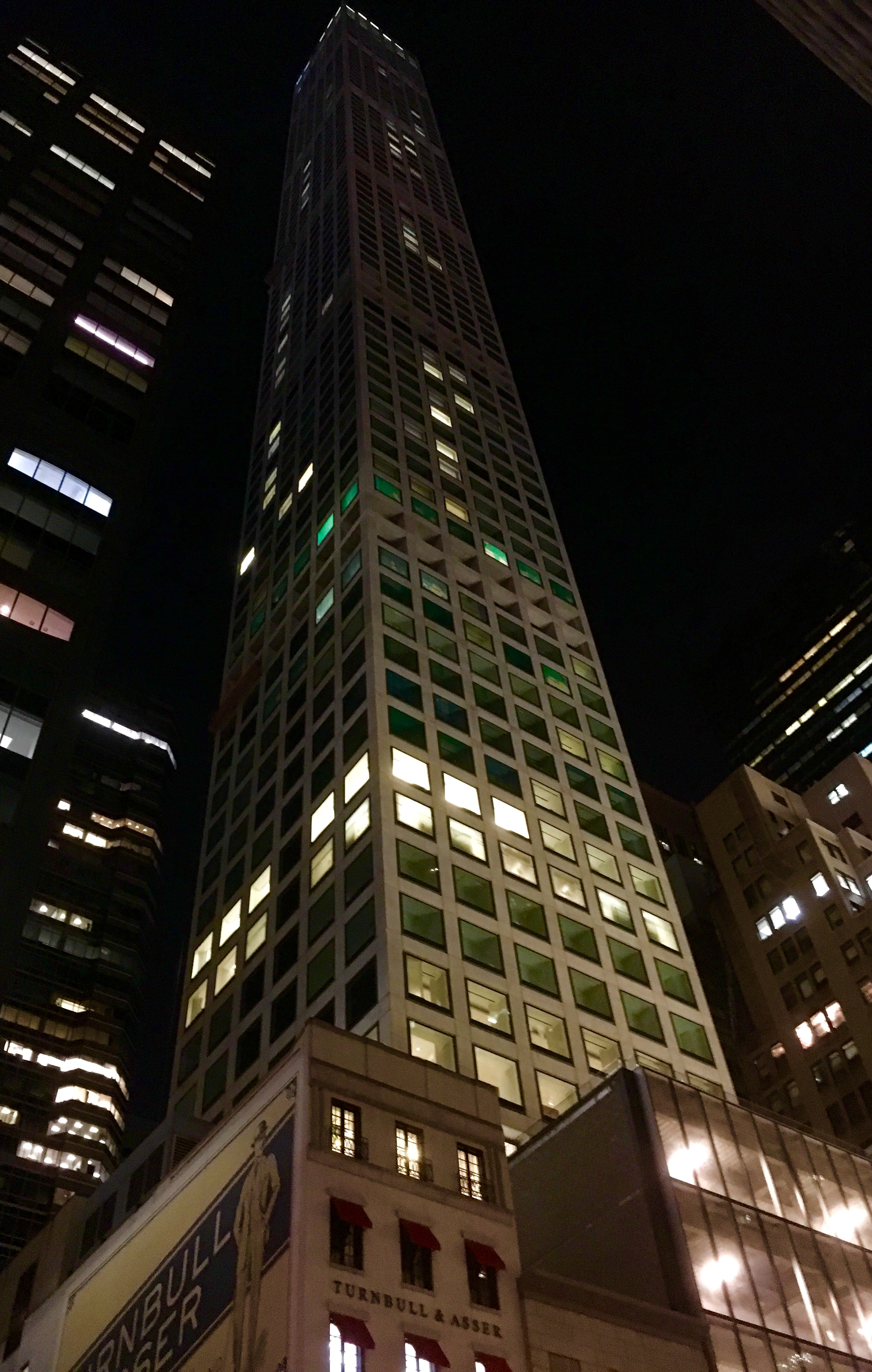
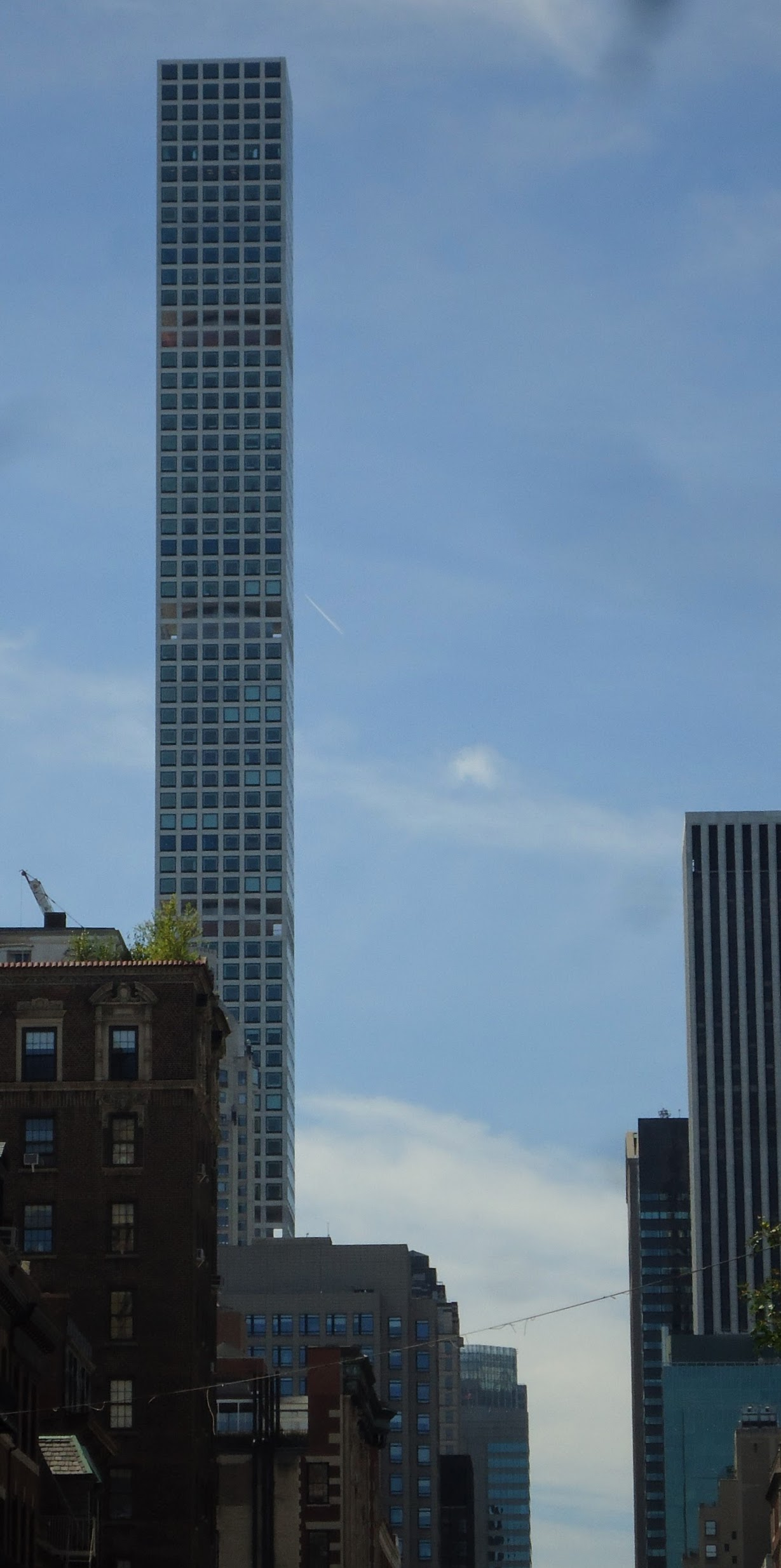
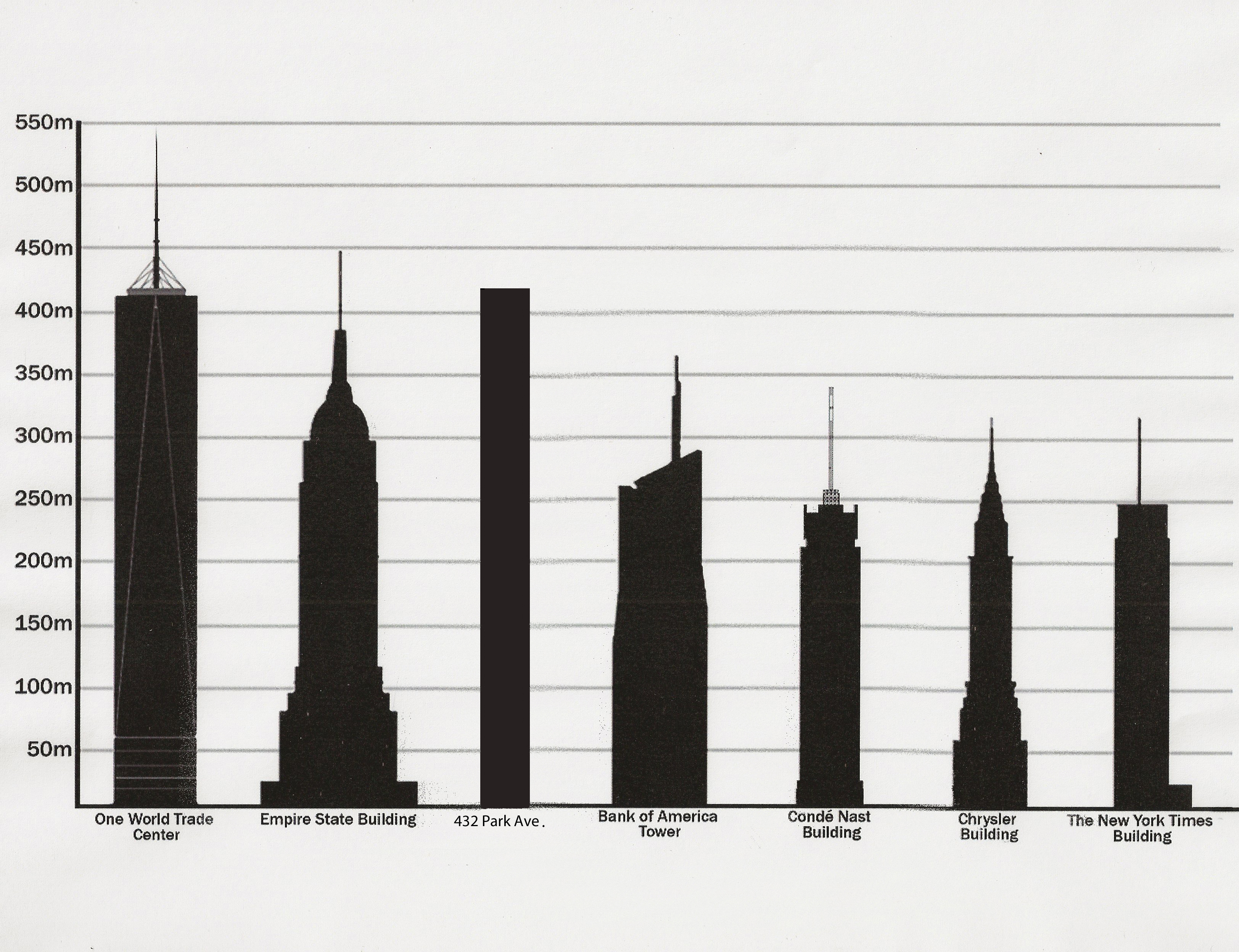